# Obraz Matki Boskiej Klewańskiej
Obraz Najświętszej Marii Panny w Klewaniu (zwany również Obrazem Matki Boskiej Wspomożenia Wiernych) – znajdujący się w skwierzyńskim kościele świętego Mikołaja wizerunek przedstawiający Matkę Boską z Dzieciątkiem, namalowany prawdopodobnie ok. XVII wieku, uważany za cudotwórczy. W 1945 r. przewieziony z Wołynia na tzw. Ziemie Odzyskane.

## Historia

### Na wschodzie
Obraz klewański został namalowany najprawdopodobniej w XVII wieku w Klewaniu na Wołyniu. Według Siergieja Kalibirdy, książę Kazimierz Florian Czartoryski przywiózł ikonę z Rzymu w 1642 roku. W tym czasie miał on uzyskać status cudownego. Mieszkańcy okolicznych wsi i miast mieli doznawać wielu łask i odzyskiwać wiarę dzięki wstawiennictwu Matki Boskiej Klewańskiej przedstawionej na wizerunku. Cuda zostały potwierdzone przez protokół notariusza apostolskiego Baptista de Rubeisa.

### II wojna światowa
Szczególnie silne związanie miejscowej ludności z obrazem widoczne było podczas II wojny światowej. W czasie masowych mordów, prześladowań i wywózek mieszkańcy Klewania mieli w zwyczaju spędzać całe noce na modłach przed cudownym obrazem w zamkniętym kościele. W dzień wracali do swoich domów.

### Czasy powojenne
W maju 1945 roku, w wyniku politycznych ustaleń jasne stało się, że większość polskich mieszkańców Klewania zostanie zmuszona do opuszczenia miejscowości. Jeden z Polaków, Henryk Wielogórski zaproponował swojej sąsiadce Stanisławie Basaj zabranie ze sobą cudownego obrazu, co miało uchronić dzieło przez zniszczeniem z rąk Armii Czerwonej. Sam Wielogórski nie podjął się tego trudnego zadania, ponieważ w jego domu kwaterował sowiecki żołnierz.
Stanisławie Basaj udało się zabrać obraz ze sobą i wyruszyć transportem na tzw. Ziemie Odzyskane, na tereny dzisiejszego województwa lubuskiego. Transport wyruszył z Klewania 17 maja 1945 roku (w jego skład wchodziło około 800 osób), a do Skwierzyny pod Gorzowem Wielkopolskim dotarł po niemal miesiącu, 6 czerwca.
Basaj przekazała obraz miejscowemu proboszczowi, który ze względu na liczne kontrole komunistów, zmuszony był ukrywać wizerunek na plebanii kościoła św. Mikołaja aż do 1950 roku. Później umieszczono go w kaplicy pod chórem. Przed władzami ukrywano jednak wciąż prawdziwą wartość i znaczenie obrazu.
Oficjalne umieszczenie Obrazu Matki Boskiej Klewańskiej w głównym ołtarzu świątyni nastąpiło dopiero w 1968 roku. Intronizacji wizerunku dokonano po upadku komunizmu, 23 maja 1992 roku.